# Mero
Mero (hiszp. Río Mero) – rzeka w prowincji A Coruña, we wspólnocie autonomicznej Galicia w Hiszpanii.
Źródła rzeki znajdują się w górach Montes da Tieira. Długość rzeki to 41 km. Jest dopływem rzeki Burgo.
- Główne dopływy:
  - prawe: Gándara
  - lewe: Barcés, Brexa, Valiñas
- Miejscowości położone nad rzeką: Cesuras, Abegondo, Oza dos Rios, Bergondo, Cambre, Cullredo, Oleiros